# Anisozyga leptocosma
Anisozyga leptocosma là một loài bướm đêm trong họ Geometridae.